# Episodi di Cuori senza età (seconda stagione)
La seconda stagione della serie televisiva Cuori senza età è stata trasmessa in anteprima negli Stati Uniti d'America dalla NBC tra il 27 settembre 1986 e il 16 maggio 1987.
| nº | Titolo originale                     | Titolo italiano         | Prima TV USA      | Prima TV Italia  |
| -- | ------------------------------------ | ----------------------- | ----------------- | ---------------- |
| 1  | End of the Curse                     | Alla fine del ciclo     | 27 settembre 1986 | 18 ottobre 1989  |
| 2  | Ladies of the Evening                | Le signore della notte  | 4 ottobre 1986    | 19 ottobre 1989  |
| 3  | Take Him, He's Mine                  | Giù le mani, è mio!     | 11 ottobre 1986   |                  |
| 4  | It's a Miserable Life                | Uno scopo nella vita    | 1º novembre 1986  | 30 ottobre 1989  |
| 5  | Isn't It Romantic?                   | L'amore non ha confini  | 8 novembre 1986   | 23 ottobre 1989  |
| 6  | Big Daddy's Little Lady              | Papà si risposa         | 15 novembre 1986  | 31 ottobre 1989  |
| 7  | Family Affair                        | Un affare di famiglia   | 22 novembre 1986  | 1º novembre 1989 |
| 8  | Vacation                             | Vacanze                 | 29 novembre 1986  | 24 ottobre 1989  |
| 9  | Joust Between Friends                | Rivali nel lavoro       | 6 dicembre 1986   | 25 ottobre 1989  |
| 10 | Love, Rose                           | Con affetto, Rose       | 13 dicembre 1986  | 2 novembre 1989  |
| 11 | 'Twas the Nightmare Before Christmas | Bianco Natale a Miami   | 20 dicembre 1986  | 3 novembre 1989  |
| 12 | The Sisters                          | Le sorelle              | 3 gennaio 1987    | 6 novembre 1989  |
| 13 | The Stan Who Came to Dinner          | Stan è venuto a cena    | 10 gennaio 1987   | 8 novembre 1989  |
| 14 | The Actor                            | L'attore                | 17 gennaio 1987   | 7 novembre 1989  |
| 15 | Before and After                     | Prima e dopo            | 24 gennaio 1987   | 26 ottobre 1989  |
| 16 | And Then There Was One               | Qualcuno accanto a te   | 31 gennaio 1987   | 9 novembre 1989  |
| 17 | Bedtime Story                        | Ricordi quella volta?   | 7 febbraio 1987   | 10 novembre 1989 |
| 18 | Forgive Me, Father                   | Perdonami padre         | 14 febbraio 1987  |                  |
| 19 | Long Day's Journey Into Marinara     | Angela si trasferisce   | 21 febbraio 1987  | 13 novembre 1989 |
| 20 | Whose Face Is This, Anyway?          | Di chi è questa faccia? | 28 febbraio 1987  | 20 novembre 1989 |
| 21 | Dorothy's Prized Pupil               | L'allievo di Dorothy    | 14 marzo 1987     | 27 ottobre 1989  |
| 22 | Diamond in the Rough                 | Il diamante grezzo      | 21 marzo 1987     | 14 novembre 1989 |
| 23 | Son-in-Law Dearest                   | Carissimo genero        | 11 aprile 1987    | 15 novembre 1989 |
| 24 | To Catch a Neighbor                  | La cattura del vicino   | 2 maggio 1987     | 16 novembre 1989 |
| 25 | A Piece of Cake                      | Buon compleanno         | 9 maggio 1987     | 17 novembre 1989 |
| 26 | Empty Nests                          | Il nido vuoto           | 16 maggio 1987    | 20 novembre 1989 |